# Paradoxipus orzeliscoides
Paradoxipus orzeliscoides is een soort in de taxonomische indeling van de beerdiertjes (Tardigrada). 
Het diertje behoort tot het geslacht Paradoxipus en behoort tot de familie Halechiniscidae. De wetenschappelijke naam van de soort werd voor het eerst geldig gepubliceerd in 1989 door Kristensen & Higgins.